# Aphis rhamnellae
Aphis rhamnellae är en insektsart. Aphis rhamnellae ingår i släktet Aphis och familjen långrörsbladlöss. Inga underarter finns listade i Catalogue of Life.